# Mark Verzijlberg

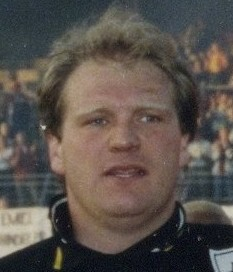
Mark Verzijlberg (1997)

Mark Verzijlberg (Haarlem 22 november 1968) is een Nederlandse voetbalkeeper, die speelde voor VV Ripperda, HFC Haarlem, Stormvogels Telstar, EDO en HVV DSK.
Beelden van Verzijlbergs doelpunt op 6 april 1996 in de wedstrijd van HFC Haarlem tegen FC Eindhoven gingen de hele wereld over. In de slotminuten van de wedstrijd liep Verzijlberg vanuit zijn doel mee naar voren. In een alles of niets situatie scoorde hij het winnende doelpunt, vanaf de rand van het zestienmetergebied, via de onderkant van de lat.
Hij is inmiddels chauffeur voor een postbedrijf.